# Dittersbach
Dittersbach är en ortsteil i kommunen Dürrröhrsdorf-Dittersbach i Landkreis Sächsische Schweiz-Osterzgebirge i förbundslandet Sachsen i Tyskland. Dittersbach var en kommun fram till den 1 juli 1965 när den gick samman med Dürrröhrsdorf.